# 伊藤ももこ
伊藤 ももこ（いとう ももこ、1993年4月15日 - ）は、日本の女優。秋田県男鹿市若美地区（旧・南秋田郡若美町）出身。身長167cm。血液型はB型。フリーランスで活動している。

## 略歴
10代の頃、女優に憧れを持つ。高校卒業を機に上京し、女優としての活動を開始した。演技の養成所やワークショップに通いながら、現在も舞台や映像で活動中。

## 出演

### 映画
- 亡霊は笑う（2018年、監督 石川泰地、早稲田大学映像制作実習）- 門倉 役
- Be Here Now（2023年、監督 西本達哉、2021年沖縄国際映画祭上映）- 堀里穂 役

### 舞台
- シャララな2人（2019年、作・演出 川島直人）- 上条真凛 役
- 五月雨のカーニバル（2019年、作・演出 倉本朋幸）- なつみ 役
- エリア51『ノゾミ』（2019年、作・演出 神保治暉）- お局 役

### MV
- ARAM『真夜中を』（2019年、監督 新藤早代）